# Liste der Monuments historiques in Bruyères-sur-Oise
Die Liste der Monuments historiques in Bruyères-sur-Oise führt die Monuments historiques in der französischen Gemeinde Bruyères-sur-Oise auf.

## Liste der Bauwerke
| Bezeichnung      | Beschreibung                  | Standort | Kennzeichnung | Schutzstatus | Datum | Bild           |
| ---------------- | ----------------------------- | -------- | ------------- | ------------ | ----- | -------------- |
| Kirche St-Vivien | Erbaut im 12./13. Jahrhundert | (Lage)   | PA00080011    | Classé       | 1938  | weitere Bilder |

## Liste der Objekte

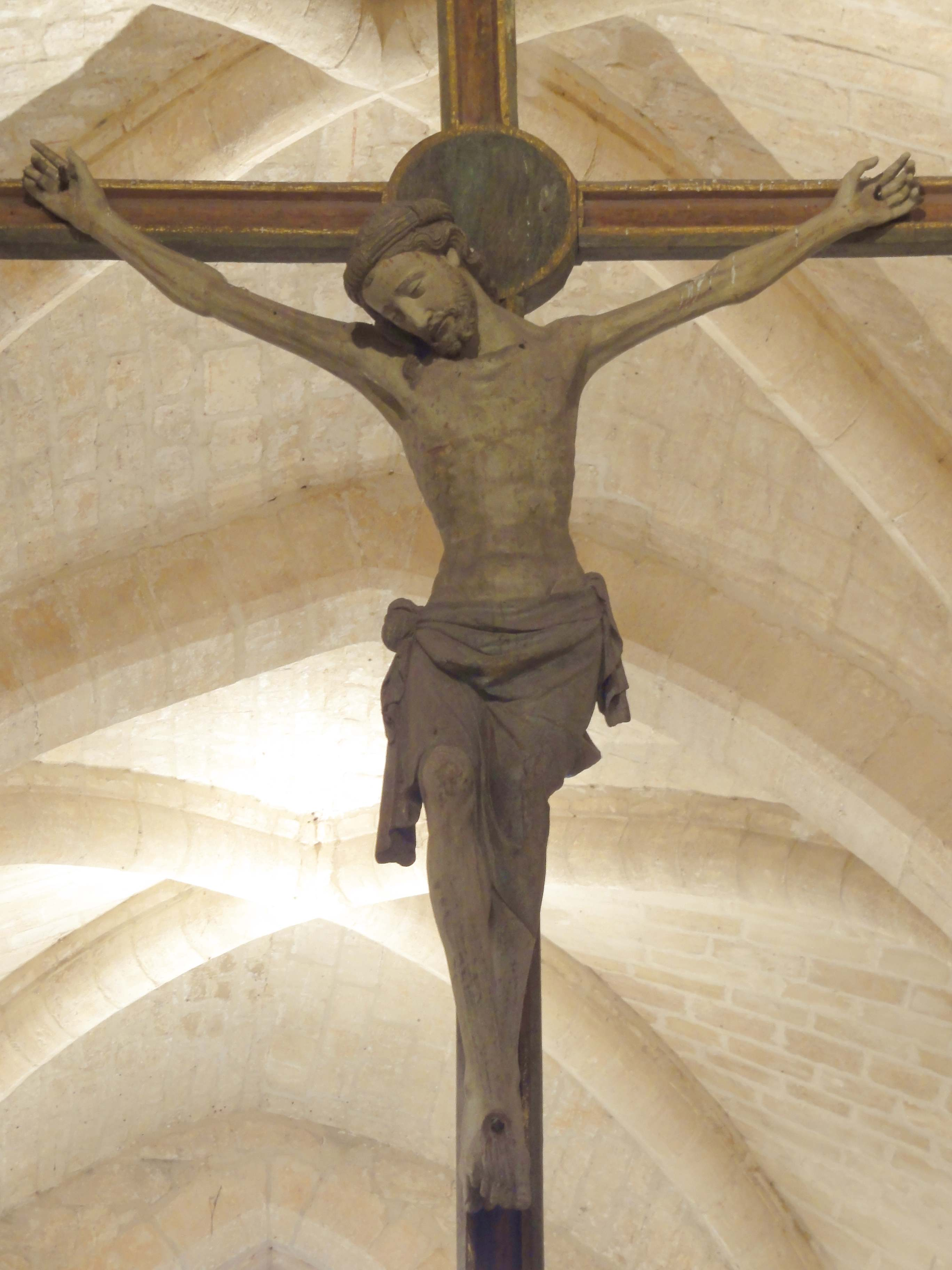
Kreuz in der Kirche St-Vivien (14. Jahrhundert)

- Monuments historiques (Objekte) in Bruyères-sur-Oise in der Base Palissy des französischen Kultusministeriums